# Uintah
Uintah (Yoovte, Uinta) jedna od plemenskih skupina Ute Indijanaca iz sjeveroistočnog Utaha čiji potomci danas žive na rezervatu Uintah & Ouray (odjeljak Uintah).
Današnji potomci potječu od bandi Pahvant, Sanpet, Toompanawach, Cumumba, Sahyehpeech i Yoovwetuh (Uinta) koje su 1867. otjerane na ovaj rezervat, te od onih što su tu smješteni 1881., a poznati su kao Yamparika i Parianuc. Na južnom odjeljku Ouray godine 1882. smješteni su Uncompahgre (Taviwac), sve zajedno ove skupine prozvane su kolektivnim imenom Northern Ute.
Glavno središte im je u gradiću Fort Duchesne.

## Vanjske poveznice
- Ute Indians  Arhivirana inačica izvorne stranice od 16. listopada 2011. (Wayback Machine)
- Northern Ute Tribe of the Uintah and Ouray Ute Reservation of Utah
- Ute Indians  Arhivirana inačica izvorne stranice od 16. listopada 2011. (Wayback Machine)